# Расмус Бенгтссон
Расмус Бенгтссон (швед. Rasmus Bengtsson, нар. 26 червня 1986, Мальме) — шведський футболіст, захисник клубу «Мальме» та національної збірної Швеції.

## Клубна кар'єра
Народився 26 червня 1986 року в місті Мальме. Вихованець футбольної школи клубу «Мальме». 2006 року, був відданий в оренду в «Треллеборг». В сезоні 2006 «Треллеборг» посів перше місце у другому дивізіоні і вийшов у Аллсвенскан, після чого клуб викупив трансфер Бенгтссона. Всього в «Треллеборзі» Расмус провів три з половиною сезони, взявши участь у 70 матчах чемпіонату.
У серпні 2009 року перейшов у берлінську «Герту», сума трансферу склала 500 тис. євро, контракт був розрахований на 3 роки. У Бундеслізі дебютував 12 вересня 2009 року в матчі проти «Майнца», «Герта» програла з рахунком 1:2, Бенгтссон провів на полі всі 90 хвилин. До кінця вересня становив з Арне Фрідріхом основну пару центральних захисників. Двічі отримував найгіршу з можливих оцінок від журналу «Kicker». Після того, як Фрідгельм Функель змінив Люсьєна Фавра на посту головного тренера «Герти», Бенгтссон позбувся місця в складі. На початку листопада 2009 року отримав травму і вибув з ладу до січня 2010 року. Останній матч за «Герту» провів 27 березня 2010 року, проти дортмундської «Боруссії».
9 липня 2010 року підписав контракт терміном на 3 роки з нідерландським «Твенте». У «Твенте» Бенгтссону довелося боротися за місце в складі з зіграною зв'язкою центральних захисників Петера Вісгергофа і Дугласа, і до сезону 2012/13 Бенгтссон був дублером. Дебютував за «Твенте» 22 вересня 2010 року в матчі Кубку Нідерландів проти аматорського клубу «Капелі». 20 жовтня 2010 року в грі Ліги чемпіонів проти «Вердера» Бенгтссон на 24-й хвилині замінив травмованого Вісгергофа; цей матч став для Бенгтссона першим у Лізі чемпіонів та другим за «Твенте». У чемпіонаті Нідерландів дебютував 24 жовтня 2010 року в грі проти «АДО Ден Гаг». 26 березня 2012 року продовжив контракт з «Твенте» до 2015 року. 
У сезоні 2012/13 став регулярно виходити в стартовому складі в парі з Дугласом. Перший гол у своїй закордонній кар'єрі забив 4 жовтня 2012 року у виїзному матчі Ліги Європи проти «Гельсингборга» (принципового суперника «Мальме» і «Треллеборга»). Перший гол у чемпіонаті Нідерландів забив 21 квітня 2013 року, у ворота «ВВВ-Венло». Рівно через тиждень забив свій другий гол в чемпіонаті Нідерландів, у ворота НЕКа. 31 липня 2013 року тренер «Твенте» Міхел Янсен оголосив, що Бенгтссон буде виконувати обов'язки капітана команди в відсутність травмованого Ваута Брами. 
Влітку 2013 року Дуглас покинув «Твенте», тому в сезоні 2013/14 Бенгтссон грав у парі з данцем Андреасом Б'єлланном. Забив 4 голи у перших 8 турах чемпіонату 2013/14. Всього відіграв за команду з Енсхеде  п'ять сезонів своєї ігрової кар'єри, зігравши у 114 матчах в усіх турнірах.
До складу клубу «Мальме» приєднався 25 березня 2015 року, підписавши контракт на 5 років. Відтоді встиг відіграти за команду з Мальме 11 матчів в національному чемпіонаті.

## Виступи за збірні
Протягом 2008–2009 років залучався до складу молодіжної збірної Швеції. Дебютував у молодіжній збірній 6 лютого 2008 року у товариському матчі проти збірної Португалії. Брав участь у молодіжному чемпіонаті Європи 2009, провів всі 4 гри. Всього на молодіжному рівні зіграв у 13 офіційних матчах.
9 січня 2009 року Ларс Лагербек викликав Бенгтссона в національну збірну Швеції на щорічне січневе турне, в якому беруть участь тільки гравці скандинавських клубів. Бенгтссон провів 1 матч, 28 січня 2009 року з командою Мексики.
2 лютого 2013 року Ерік Гамрен вперше викликав Бенгтссона в «справжню» збірну Швеції на товариську гру з Аргентиною. Бенгтссон замінив Юеля Екстранда, який відмовився від виклику через проблеми з коліном. Бенгтссон провів матч з Аргентиною на лаві запасних. У березні 2013 року Ерік Гамрен розглядав Бенгтссона як кандидата в збірну, але Бенгтссон був травмований. У травні 2013 року Ерік Гамрен викликав Бенгтссона в збірну як 4-го центрального захисника (після Андреаса Гранквіста, Юнаса Ульссона і Пера Нільссона), замість травмованого Мікаеля Антонссона. Бенгтссон дебютував у «справжній» збірній 3 червня 2013 року в товариському матчі з командою Македонії, вийшовши на заміну на 89-й хвилині замість Юнаса Ульссона. 2 наступних відбіркових матчі до чемпіонату світу 2014 (7 червня проти Австрії і 11 червня проти Фарерських островів) Бенгтссон провів на лаві запасних. Через видалення Гранквіста у матчі проти Фарер і дискваліфікації, яку отримав на свій наступний відбірковий матч, Ерік Гамрен в серпні і вересні 2013 року викликав Бенгтссона в збірну 4-им центральним захисником і він навіть зіграв 14 серпня у товариському матчі проти збірної Норвегії, вийшовши по перерві замість Мартіна Ульссона. 4 вересня 2013 року Бенгтссон покинув збірну через травму паха, замість нього був викликаний Понтус Янссон. У жовтні і листопаді 2013 року Ерік Гамрен не викликав Бенгтссона в збірну.
5 березня 2014 року в товариському матчі з Туреччиною Бенгтссон вперше вийшов у стартовому складі «справжньої» збірної, в парі з Мікаелем Антонссоном. У перерві матчу пара була замінена на Пера Нільссона і Юеля Екстранда. Газета «Aftonbladet» поставила Бенгтссону оцінку «1» за 5-бальною шкалою з коментарем «Ледве відірвався від землі у верховій дуелі з Мевлютом Ердінчем, що означало 1:0 на користь Туреччини. Занадто слабкий виступ, щоб похвалити».
1 червня 2014 року провів свій 5-й товариський матч за збірну, суперником була команда Бельгії, Бенгтссон вийшов на заміну замість Мікаеля Антонссона на 62-й хвилині і грав у парі з Андреасом Гранквістом. Після цього Ерік Гамрен перестав викликати Расмуса Бенгтссона в збірну. Всього провів у формі головної команди країни 4 матчі.

## Титули і досягнення
- Володар Суперкубка Нідерландів (2):

«Твенте»: 2010, 2011
- Володар Кубка Нідерландів (1):

«Твенте»: 2010-11
- Чемпіон Швеції (3):

«Мальме»: 2016, 2017, 2020